# Kasagi Arata
Arata Kasagi (sinh ngày 21 tháng 6 năm 1980) là một cầu thủ bóng đá người Nhật Bản.

## Sự nghiệp câu lạc bộ
Arata Kasagi đã từng chơi cho FC Tokyo.